# Вулиця Дибенка (Сімферополь)
Вулиця Дибенка (крим. Dıbenko soqaq) — вулиця в Сімферополі, у Залізничному районі міста. Названа на честь радянського діяча та організатора масових репресій Павла Дибенка.

## Розташування
Загальна довжина вулиці становить близько 520 метрів.
Прилучається до вулиці Толстого та Набережної. Також раніше частиною вулиці був Суворовський узвіз.
На вулиці знаходиться Гайдельберґ-центр (Будинок дружби) та Республіканська федерація футболу Криму.

## Історія
Наприкінці XVIII – на початку XIX ст. тут існував перший міський сад російського періоду. Він починався від нинішньої будівлі залізничного технікуму та йшов до річки. Уздовж саду й виникла вулиця, саме тому вона і вийшла звивиста.
Перша назва — Архівна, оскільки вулиця йшла від колишнього губернського архіву до Салгира. Була забудована наприкінці ХІХ – на початку ХХ ст. 
На Архівній, 28 (нині будинок 50), жив А.І. Маркевич.У 1963 році Архівна була перейменована, а на будинку № 1 встановлено меморіальну дошку з текстом: "Ця вулиця носить ім'я Павла Юхимовича Дибенка (1889-1938 рр.), великого радянського військового діяча, героя громадянської війни, першого народного комісара Військово-морських сил Республіки, активного учасника боротьби за Радянську владу у Криму 1919-1920 рр.".